# Dysidea sagum
Dysidea sagum är en svampdjursart som först beskrevs av Lendenfeld 1888.  Dysidea sagum ingår i släktet Dysidea och familjen Dysideidae. Inga underarter finns listade i Catalogue of Life.